# Харабали
Харабали (рус. Харабали) град је у Русији у Астраханској области.

## Становништво
| 1959. | 1970.  | 1979.  | 1989.  | 2002.  | 2010.  |
| ----- | ------ | ------ | ------ | ------ | ------ |
| 9.664 | 14.261 | 17.043 | 18.566 | 18.296 | 18.117 |